# Schwentinental
Schwentinental é uma cidade da Alemanha localizado no distrito de Plön, estado de Schleswig-Holstein . Foi formada em 1 de março de 2008 a partir dos antigos municípios de Klausdorf e Raisdorf.